# Đường tỉnh 106
Đường tỉnh 106 hay tỉnh lộ 106, viết tắt ĐT.106 hay TL.106 là đường tỉnh nối tỉnh Lai Châu với tỉnh Sơn La.

## Lộ trình
Đường tỉnh 106 bắt đầu tại Ngã ba quốc lộ 279, Km 0+40, xã Mường Kim, huyện Than Uyên, tỉnh Lai Châu 21°53′5″B 103°52′28″Đ / 21,88472°B 103,87444°Đ, đi qua huyện Mường La, tỉnh Sơn La và kết thúc tại quốc lộ 6 () thuộc phường Tô Hiệu, thành phố Sơn La, tỉnh Sơn La.
Đường tỉnh 106 giảm tuyến Sơn La – Chiềng Lao dài 75 km do chuyển thành Quốc lộ 279D.